# 放課後ティータイム in MOVIE
『放課後ティータイム in MOVIE』（ほうかごティータイムインムービー）は、「放課後ティータイム」の2枚目のミニアルバムおよび「DEATH DEVIL」の3枚目のシングル。2012年1月18日にポニーキャニオンから発売された。

## 概要
2011年12月3日に全国公開された『映画けいおん!』の劇中歌を収録した作品。
CDは2枚組の構成になっている。Disc-1には、映画で登場した劇中歌の『映画「けいおん!」Mix』バージョンが収録される。「放課後ティータイム」とは、同作に登場する平沢唯、秋山澪、田井中律、琴吹紬、中野梓のキャラクター5人によるバンドユニット。歌っているのは、各キャラクターの声を演じる豊崎愛生、日笠陽子、佐藤聡美、寿美菜子、竹達彩奈の5人の声優。
Disc-2には、劇中ではInstrumentalで登場した楽曲『光』に歌詞をつけたものが収録される。「DEATH DEVIL」とは、同作に登場する山中さわ子、河口紀美のキャラクター2人によるバンドユニット。歌っているのは真田アサミ、浅川悠の2人の声優。
2013年3月20日に発売された『K-ON! MUSIC HISTORY'S BOX』のディスク2に、本作のDisc-1の内容が5～10曲目、Disc-2「光」が15曲目として収録されている。なお、「光」のInstrumentalは未収録。

## 収録曲

### Disc-1
（歌：放課後ティータイム（平沢唯、秋山澪、田井中律、琴吹紬、中野梓））
1. カレーのちライス（映画「けいおん!」Mix） [3:17]
作詞：稲葉エミ、作曲・編曲：前澤寛之
メインヴォーカル：平沢唯、コーラス：秋山澪
2. ごはんはおかず（映画「けいおん!」Mix） [3:55]
作詞：平沢唯[3]、作曲・編曲：bice
メインヴォーカル：平沢唯、コーラス：秋山澪
3. 五月雨20ラブ（映画「けいおん!」Mix） [4:04]
作詞：稲葉エミ、作曲：田村信二 編曲：小森茂生
メインヴォーカル：秋山澪、コーラス：平沢唯・琴吹紬
4. U&I（映画「けいおん!」Mix） [4:38]
作詞：平沢唯[3]、作曲・編曲：前澤寛之
メインヴォーカル：平沢唯、コーラス：秋山澪
5. 天使にふれたよ!（映画「けいおん!」Mix） [4:39]
作詞：稲葉エミ、作曲・編曲：川口進
メインヴォーカル：平沢唯・秋山澪・田井中律・琴吹紬
6. ふわふわ時間（映画「けいおん!」Mix） [3:12]
作詞：秋山澪[3] 作曲・編曲：前澤寛之
メインヴォーカル：平沢唯・秋山澪

### Disc-2
（歌：DEATH DEVIL（山中さわ子、河口紀美））
1. 光 [4:22]
作詞：Nadia、作曲・編曲：小森茂生
メインヴォーカル：山中さわ子、コーラス：河口紀美
2. 光（Instrumental）